# Evangelische Stadtkirche Sinsheim

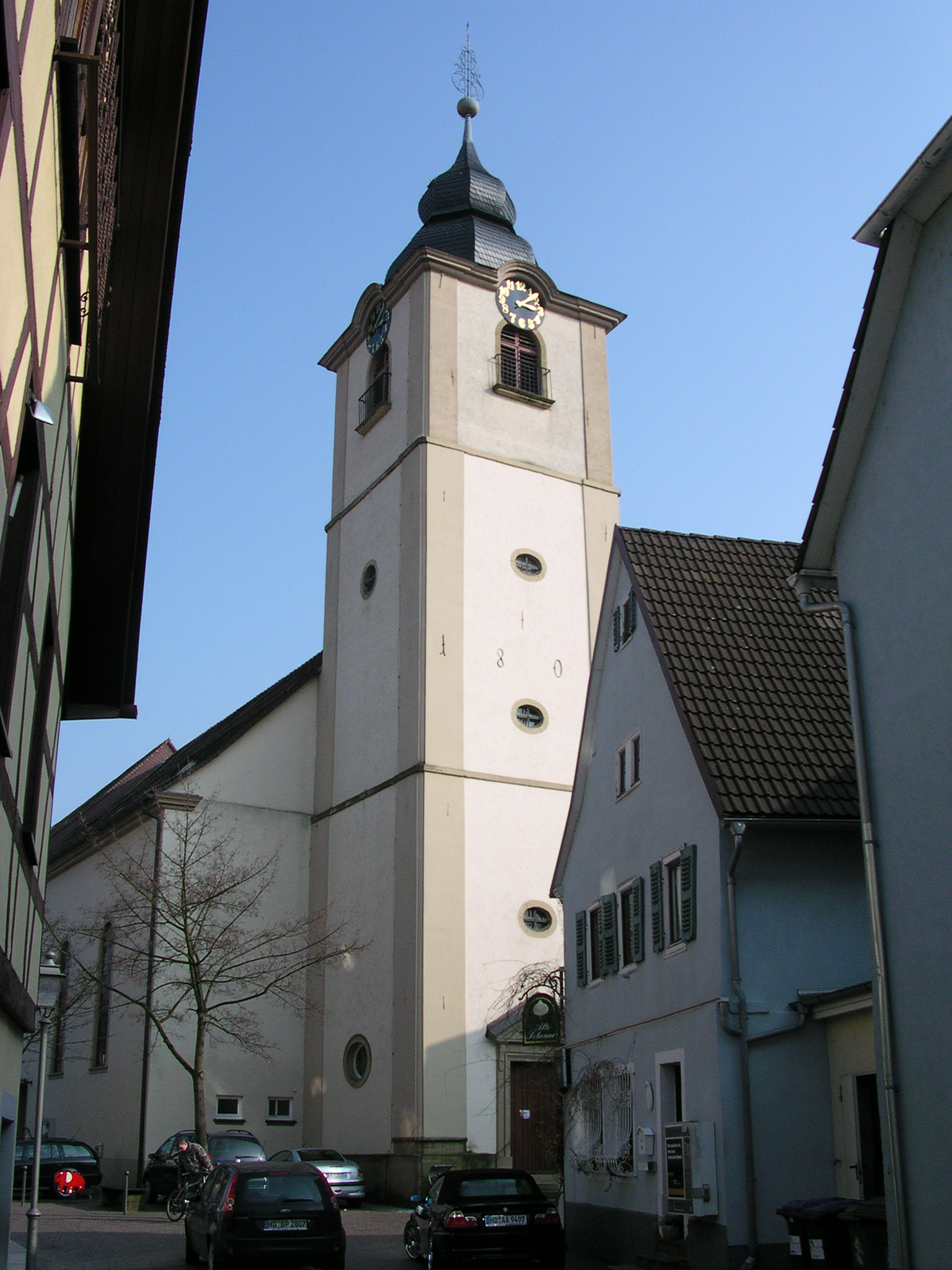
Evangelische Stadtkirche in Sinsheim

Die Evangelische Stadtkirche in Sinsheim im Rhein-Neckar-Kreis in Baden-Württemberg geht auf eine mittelalterliche Kirche zurück, war zeitweilig als Simultankirche in Gebrauch und erhielt ihre heutige Gestalt um das Jahr 1800.

## Geschichte
Neben der Stiftskirche auf dem Michaelsberg entstand im 12. Jahrhundert die Jakobuskirche im Ort. In der Zeit der frühen Reformation wurde 1527 ein protestantischer Pfarrer aus Sinsheim ausgewiesen. Um 1540 wirkte der Reformator Ottmar Stab als Pfarrer in Sinsheim. Förmlich vollzogen wurde die Reformation 1553 mit dem von der Kurpfalz eingesetzten ersten evangelischen Ortsgeistlichen, danach teilt die Stadt die wechselvolle Religionsgeschichte der Kurpfalz. 1557 erhielt Sinsheim eine erste protestantische Kirchenordnung und ab 1559 setzte sich das reformierte Bekenntnis durch. Zwischen 1576 und 1583 war Sinsheim vorübergehend lutherisch. Während des Dreißigjährigen Krieges war Sinsheim vorübergehend katholisch.
Bei der Niederbrennung der Stadt im Pfälzischen Erbfolgekrieg 1698 wurde auch die Kirche schwer geschädigt. Ab 1696 gab es wieder eine lutherische Gemeinde. Ab 1697 wurde die nach der Aufhebung des Stifts einzig verbliebene, ruinöse Kirche am Ort von beiden protestantischen und von der inzwischen wieder offiziell zugelassenen katholischen Gemeinde simultan genutzt, bevor diese im Rahmen der Kirchenteilung der Kurpfalz 1707 geteilt wurde. Den Katholiken wurde der Chorraum, den Reformierten das nach dem Brand von 1698 noch immer ruinöse Langhaus zugestanden. 1712 wurde eine Scheidemauer eingebaut, 1717 das Langhaus erneuert. Nachdem sich schon 1734 erste Bauschäden am Langhaus zeigten, wurde es wegen Baumängeln 1766 geschlossen und bis 1782 nochmals erneuert. Der katholische Teil der Kirche wurde bis 1788 erneuert, der Turm bis 1806.
Bei der Vereinigung von lutherischen und reformierten Gemeinden zur badischen evangelischen Landeskirche entschlossen sich die vereinten Gemeinden zur Weiternutzung der Stadtkirche, deren Hälfte weiterhin auch durch die Katholiken genutzt wurde. Die Kirche blieb im Gebrauch beider Konfessionen, bis 1967 die katholische Kirche St. Jakobus d. Ä. fertiggestellt war.

## Orgel
Die Orgel der Stadtkirche wurde 1968 von der Orgelmanufaktur G. F. Steinmeyer & Co. gebaut. Sie hat einen Umfang von 39 Registern auf drei Manualwerken und Pedal. Die Vorgängerorgel wurde 1928 von E. F. Walcker & Cie. gebaut. Einige Register dieser Orgel wurden in den Neubau übernommen.

## Glocken
Bedingt durch die lange und wechselvolle Geschichte der Kirche sind zahlreiche historische Glocken in der Kirche nachweisbar. Zu den 1780 vom baufälligen Turm genommenen Glocken zählt neben einer Großen Glocke, die nach 1813 im Rathausturm hing, auch die Kleine Glocke von 1418, die man 1812 an die Kirche in Eschelbach verkauft hat, und die sich heute im Kurpfälzischen Museum in Heidelberg befindet. Nach Fertigstellung des Turmes 1806 beschaffte man ein neues bronzenes Dreigeläut bei Gebr. Barthels in Frankfurt am Main. Nach dem Zusammenschluss von Lutheranern und Reformierten kamen 1832 die beiden größeren Glocken der lutherischen Kirche ebenfalls in den Glockenturm der Stadtkirche, während eine kleine vormals lutherische Glocke in den Rathausturm ging. Zwei der drei Glocken der lutherischen Kirche waren 1805 bei Lucas Speck in Heidelberg gegossen worden. Die kleinste der Barthels-Glocken von 1806 zersprang 1863 und wurde 1864 bei Georg Hamm in Kaiserslautern umgegossen.
Die drei größten Glocken des Geläuts mussten im Ersten Weltkrieg zu Rüstungszwecken abgeliefert werden. Es verblieben die Hamm-Glocke von 1864 und die kleine Speck-Glocke von 1805. Die letztgenannte wurde 1923 durch eine Gebrauchtglocke ersetzt, die 1725 bei Konrad Scheel in Kolberg gegossen worden war. Außerdem hat man 1923 das Geläut durch zwei Gussstahlglocken vom Stahlwerk Thorgau der AG Lauchhammer erweitert. Im Zweiten Weltkrieg mussten dann die beiden alten Bronzeglocken abgeliefert werden. Die verbliebenen Stahlglocken hat man 1958 als Metallschrott an die Hüttenwerke Ulm verkauft und ein neues, 1958 bei Friedrich Wilhelm Schilling in Heidelberg gegossenes Bronze-Viergeläut beschafft: 
- Die Christusglocke hat den Schlagton c‘, einen Durchmesser von 154,7 cm und ein Gewicht von 2173 kg.
- Die Marienglocke hat den Schlagton es‘, einen Durchmesser von 128,4 cm und ein Gewicht von 1391 kg.
- Die Josephsglocke hat den Schlagton f‘, einen Durchmesser von 115,5 cm und ein Gewicht von 1039 kg.
- Die Betglocke hat den Schlagton as‘, einen Durchmesser von 104,8 cm und wiegt 775 kg.[6]

Die kleine Taufglocke von 1441 war im Ersten Weltkrieg nicht gemeldet worden und galt im Zweiten Weltkrieg als unbedingt erhaltenswert, so dass sie beide Weltkriege überdauert hat. Sie hat den Schlagton des‘‘, einen Durchmesser von 39 cm und ein Gewicht von 47 kg. Ihre Inschrift lautet ihesus + maria + ano + m + cccc + xli.